# Isola nera
Isola nera (Schwarze Insel) è un film del 2021 diretto da Miguel Alexander.
Pellicola di produzione tedesca, prodotta e distribuita da Netflix, girata e ambientata ad Amrum, isola delle Frisone Settentrionali.

## Trama
Dopo che i genitori di Jonas muoiono in un tragico incidente d'auto, il ragazzo anziché trasferirsi in Baviera dalla zia, è accolto in casa dal nonno Friedrich, col quale aveva poca confidenza e rimasto vedovo da poco, potendo così restare nell'isola del Mare del Nord dove è nato e cresciuto. Si avvicina sentimentalmente alla sua compagna di classe Nina, ma l'arrivo della nuova misteriosa insegnante di tedesco, Helena Jung, sembra mettere in dubbio i sentimenti del protagonista.
La donna crea subito un bel rapporto con gli studenti, invitandoli anche a casa sua, dove ha appena traslocato. Mentre i ragazzi la aiutano a montare un mobile, Nina vede una valigia con l'etichetta dell'aereo che l'ha riportata a casa da Palma di Maiorca, la stessa città in cui poco tempo prima il loro vecchio professore era stato vittima di un incidente e si insospettisce. Helena se ne accorge e strappa l'etichetta; poco dopo Nina si ferisce al piede con un taglierino e Florian la accompagna all'ospedale. Quando i ragazzi se ne sono andati, l'insegnante prende una scatola contenente delle foto di Jonas e le brucia nel lavandino.
Il giorno dopo Helena assegna agli studenti il compito di scrivere una poesia e, quando legge quella di Jonas, lo invita a casa sua per leggere altri suoi lavori dato il suo innato talento. Il ragazzo si reca a casa sua e finiscono per avere un rapporto sessuale iniziando di fatto una relazione. Tutto sembra andare per il verso giusto, ma quando Friedrich viene invitato alla scuola di Jonas in quanto ex preside e vede Helena, sviene. L'insegnante fissava il nonno di Jonas in maniera strana e si era tagliata i capelli.
Nina inizia a collegare gli indizi e, grazie all'amica Jule che le racconta di un'insegnante del padre, capisce che la risposta si trova nei vecchi annuari scolastici. La ragazza scopre che nel 1985, quando Friedrich era preside, tra i docenti figurava Maria Roth, una donna identica ad Helena. Nina affronta la Jung per cercare di far venire a galla la verità, ma lei la uccide strangolandola. Quando Jonas dice all'insegnante che l'amica è scomparsa lei lo dissuade dicendo che probabilmente è gelosa della loro relazione e che ha deciso di allontanarsi.
Il giorno dopo viene ritrovato il cadavere di Nina sulla spiaggia e il nonno di Jonas ha un malore e viene trasportato in ospedale. Il ragazzo capisce che la morte di Nina non è stata né un incidente né un suicidio, quindi, insieme a Jule, cerca di scoprire la verità. Ripercorrendo gli ultimi momenti di Nina, vengono anche loro a conoscenza dell'esistenza di Maria Roth e, facendo ricerche più approfondite, scoprono che la donna era morta quattro anni prima sull'isola.
Mentre il ragazzo realizza cosa sia successo, Helena va da Friedrich per spiegarli il motivo del suo ritorno. Lei è la figlia che lui ha avuto proprio con Maria Roth, morta misteriosamente dopo essere tornata sull'isola per far conoscere all'uomo sua figlia. Helena incolpa il padre per la morte della madre e rivela di essere stata lei ad aver ucciso la nonna di Jonas e ad aver provocato l'incidente fatale dei suoi genitori. Quando Friedrich viene riportato a casa, la donna droga Jonas e gli racconta la sua storia, poi cerca di affogarlo. I due hanno uno scontro e Jonas riesce ad uccidere Helena con un frammento di vetro.
Salta fuori poi una lettera di Maria Roth in cui spiega di essersi suicidata, ma oramai Jonas non può più vivere sull'isola e se ne va. Mentre si trova sul traghetto vede una donna che gli ricorda Helena e la segue. La ragazza è solo una turista, essa chiede a Jonas come mai sulla mappa appesa nella nave ci sia un'isola nera, guarda caso proprio la sua. Passandoci il dito sopra i due si accorgono che qualcuno l'ha colorata con un pennarello.

## Personaggi
- Jonas Hansen, interpretato da Philip Froissant e doppiato da Davide Farronato: un ragazzo rimasto orfano che ha un talento innato per la scrittura;
- Helena Jung, interpretata da Alice Dwyer e doppiata da Valentina Pollani: un'insegnante misteriosa sostituta di un professore che ha avuto un incidente durante le vacanze;
- Nina Cohrs, interpretata da Mercedes Müller e doppiata da Giulia Bersani: una compagna di classe di Jonas che sembra avere con lui un rapporto speciale;
- Florian, interpretato da Sammy Scheuritzel e doppiato da Riccardo Zelaschi: un esuberante compagno di classe di Jonas;
- Friedrich Hansen, interpretato da Hanns Zischler e doppiato da Danilo Bruni: il nonno di Jonas, ex preside della scuola che frequenta il ragazzo.

## Distribuzione
Il film è stato distribuito sulla piattaforma Netflix a partire dal 18 agosto 2021.